# Eduard von Dresler und Scharfenstein
Alexander Eduard Ernst von Dresler und Scharfenstein (* 19. Februar 1801 in Glogau; † 18. März 1871 in Magdeburg) war ein preußischer Generalleutnant.

## Leben

### Herkunft
Eduard war ein Sohn des preußischen Majors Georg von Dresler und Scharfenstein (1753–1831) und dessen Ehefrau Luise, geborene von Lucke (1776–1857) aus dem Hause Kursko. Der General der Infanterie Hermann von Dresler und Scharfenstein (1857–1942) war sein Neffe.

### Militärkarriere
Nach dem Besuch des Berliner Kadettenhauses wurde Dresler am 5. Mai 1818 als Sekondeleutnant dem 14. Infanterie-Regiment der Preußischen Armee überwiesen und absolvierte 1821/23 zur weiteren Ausbildung die Allgemeine Kriegsschule. Von 1824 bis 1837 war er als Adjutant des I. Bataillons in Königsberg, später in Stargard tätig und avancierte Anfang August 1834 zum Premierleutnant. Am 17. November 1842 stieg Dresler zum Kapitän und Kompaniechef auf. Unter Beförderung zum Major wurde er am 16. Januar 1849 in das 3. Infanterie-Regiment nach Pillau versetzt. Daran schloss sich am 11. Mai 1850 eine Verwendung als Kommandeur des III. Bataillons im 20. Landwehr-Regiment in Königs Wusterhausen an. In dieser Stellung erfolgte Mitte Juli 1854 seine Beförderung zum Oberstleutnant und als solcher war er vom 8. Februar 1855 bis zum 11. März 1857 Kommandeur des Füsilier-Bataillons im 24. Infanterie-Regiment in Neuruppin.
Am 12. März 1857 wurde Dresler zum Kommandanten von Kolberg ernannt und Mitte April 1857 à la suite des 24. Infanterie-Regiment gestellt. Mit der Ernennung zum Kommandeur des 26. Infanterie-Regiments in Magdeburg trat er am 29. Oktober 1857 wieder in den Truppendienst über. Sein Regimentschef Karl Anton von Hohenzollern verlieh Dresler Ende Dezember 1857 den Fürstlichen Hausorden von Hohenzollern II. Klasse und am 22. Mai 1858 avancierte er zum Oberst. Unter Stellung à la suite seines Regiments wurde er am 6. Juni 1861 zum Kommandanten von Köln ernannt und am 20. September 1861 mit dem Roten Adlerorden II. Klasse mit Eichenlaub ausgezeichnet. Anlässlich der Krönungsfeierlichkeiten von König Wilhelm I. erhielt Dresler am 18. Oktober 1861 seine Beförderung zum Generalmajor. Nachdem man ihm Anfang Dezember 1861 mit dem Kommandeurkreuz II. Klasse des Guelphen-Ordens ausgezeichnet hatte, wurde er am 9. Januar 1864 als Kommandeur der 2. Infanterie-Brigade nach Königsberg versetzt. Unter Verleihung des Charakters als Generalleutnant nahm Dresler am 12. November 1864 seine Abschied mit Pension und wurde am 22. März 1865 mit seiner Pension zur Disposition gestellt. Er starb am 18. März 1871 in Magdeburg.